# Inga Bērziņa

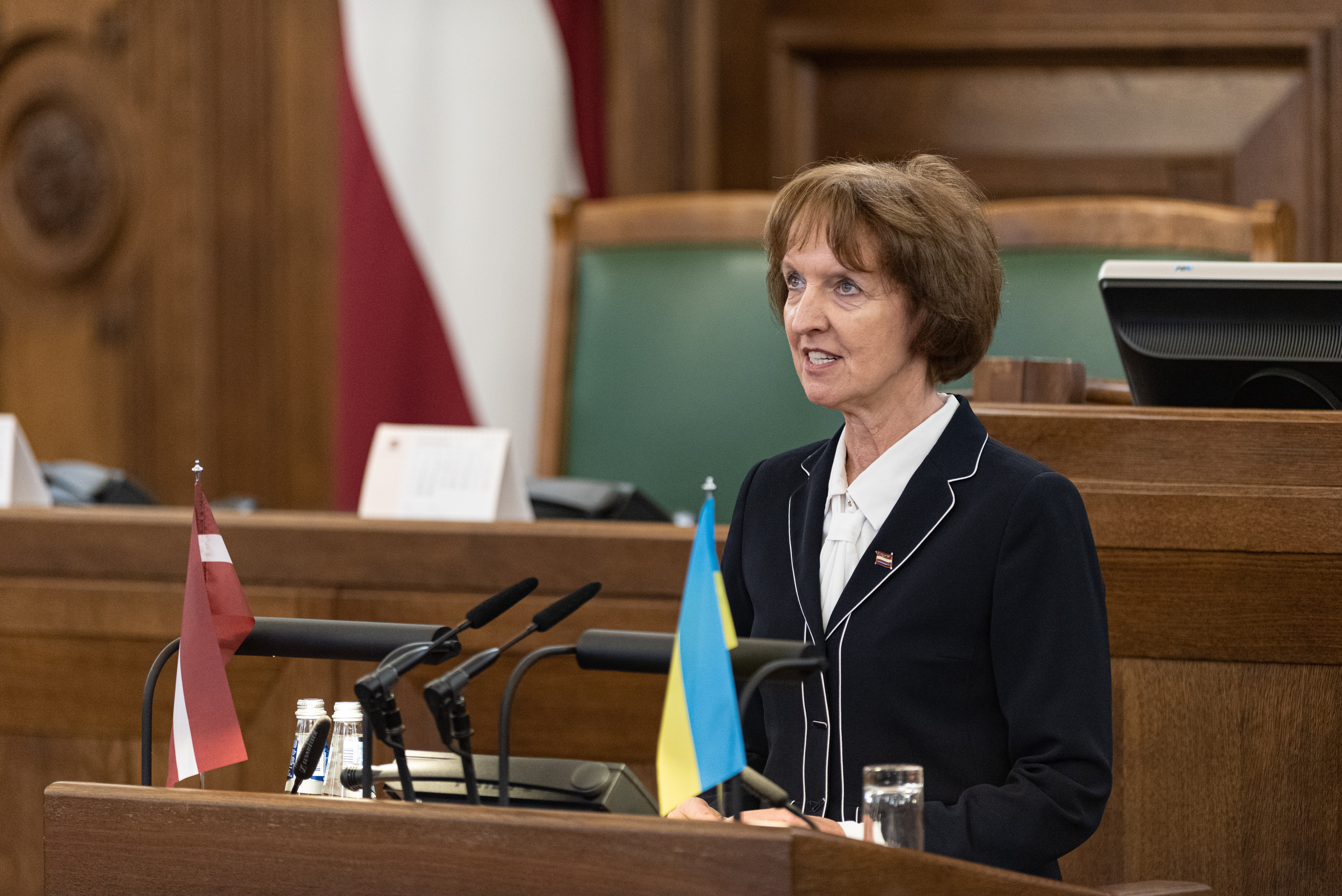
Inga Bērziņa (2022)

Inga Bērziņa (geboren am 1. August 1963 in Kuldīga) ist eine lettische Politikerin. Mit der Konstitution der 14. Saeima wurde sie am 15. September 2023 zur lettischen Ministerin für Umweltschutz und Regionalentwicklung der Republik Lettland vereidigt. Sie amtierte bis zum bis 15. Juni 2025, ab dem 1. Juli 2024 als Ministerin für intelligente Verwaltung und Regionalentwicklung der Republik Lettland. 

## Leben

### Studium
Inga Bērziņa studierte an der Universität Lettlands in Riga Geographie. 1986 schloss sie ihr Studium als Diplom-Geographin und Erdkundelehrerin ab. 1997 erwarb sie den Master-Abschluss in Geographie an der Universität Lettland.

### Berufliche Laufbahn
Nach ihrem Studienabschluss war Inga Bērziņa von 1986 bis 1994 Erdkundelehrerin am Rīgas Angļu ģimnāzijas („Englisches Gymnasium“) in Riga. Danach kehrte sie in ihre Heimatstadt Kuldīga zurück. An der dortigen Sekundarschule unterrichtete sie Erdkunde und war stellvertretende Schulleiterin. Von 1997 bis 2000 war sie Dozentin für Wirtschaftswissenschaften an der Pädagogischen Hochschule (Rīgas Pedagoģijas augstskolu, heute Rīgas Pedagoģijas un izglītības vadības akadēmija) in Riga. Seit 1998 leitete sie zudem die Arbeitsgruppe für regionale Entwicklung in der Verwaltung des damaligen Landkreises Kuldīga (Kuldīgas rajons), später dort die örtlichen Büros der Agentur für die Entwicklung der Region Kurzeme (Kurzemes attīstības aģentūra) bzw. der Agentur für die Entwicklung der Ostseeküste (Baltijas jūras piekrastes attīstības aģentūra). 2005 war sie an der Ausarbeitung des nationalen Entwicklungsplanes durch das Ministerium für regionale Entwicklung und Kommunalverwaltung beteiligt. 

### Politische Tätigkeit
Bei den Kommunalwahlen 2001 wurde Inga Bērziņa für die Tautas partija erstmals in den Stadtrat von Kuldīga gewählt. Von 2001 bis 2007 war sie die stellvertretende Vorsitzende des Stadtrats. Als Edgars Zalāns, der Vorsitzende des Stadtrats, 2007 zum Minister für regionale Entwicklung und Kommunalverwaltung im Kabinett von Aigars Kalvītis ernannt wurde, rückte Bērziņa als Stadtratsvorsitzende nach.
2012 wurde Bērziņa zur Vorsitzenden der damals gegründeten Lokalpartei Kuldīgas novadam (Für die Bezirksgemeinde Kuldīga) gewählt. Der neuen Partei gelang bei der Kommunalwahl 2013 der Einzug in den Stadtrat, ebenso bei den Kommunalwahlen 2017 und 2021. Für die Parlamentswahl 2022 schloss sich Kuldīgas novadam dem Wahlbündnis Jaunā Vienotība (Neue Einigkeit) an. So wurde Bērziņa in die 14. Saeima gewählt.
Präsident Edgars Rinkēvičs ernannte Inga Bērziņa am 15. September 2023 zur Ministerin für Umweltschutz und regionale Entwicklung im Kabinett von Evika Siliņa.
Nach den Kommunalwahlen in Lettland 2025 funktionierte zu Beginn der Stimmenauszählung das Stimmzettel-Scansystem nicht. Die Stimmen mussten deshalb von Hand gezählt werden. Am 9. Juni suspendierte Ministerin Bērziņa den Direktor der staatlichen Agentur für digitale Entwicklung, Jorens Liops, der für das Wahlsystem verantwortlich war. Am 11. Juni trat die Ministerin selbst von ihrem Posten zurück und übernahm die Verantwortung für die IT-Probleme.